# 马丁·弗拉赫
马丁·弗拉赫（捷克語：Martin Vlach，1997年5月2日—）生于布拉格，是一名捷克男子现代五项运动员。他在2012年开始参加国际比赛。2019年，他获得捷克现代五项协会颁发的捷克年度最佳现代五项运动员奖。他在东京2020奥运上获得第五名，比赛期间他以10分30秒13的成绩刷新了跑射联项的奥运纪录。